# Mouflières
Mouflières település Franciaországban, Somme megyében. Lakosainak száma 73 fő (2022. január 1.). Mouflières Aumâtre, Cannessières, Foucaucourt-Hors-Nesle, Lignières-en-Vimeu, Oisemont és Villeroy községekkel határos.

## Népesség
A település népességének változása:
| Lakosok száma | 93   | 90   | 89   | 86   | 83   | 80   | 78   | 75   | 73   |
|               | 2013 | 2015 | 2016 | 2017 | 2018 | 2019 | 2020 | 2021 | 2022 |